# Wilfrid Sellars
Wilfrid Stalker Sellars (Michigan, 20 mei 1912 – Pittsburgh, 2 juli 1989) was een Amerikaans filosoof en professor aan de Universiteit van Pittsburgh. Sellars heeft belangrijke bijdragen geleverd aan de filosofie, in het bijzonder aan de filosofie van de geest, de kennisleer en de metafysica. Hierbij vertegenwoordigde hij het standpunt van het naturalistisch realisme.
Sellars is het best bekend als criticus van foundationalistische epistemologie, maar zijn filosofische geschriften zijn vooral gericht op de verzoening van de intuïtieve of manifeste beschrijving van de wereld met een meer naturalistisch, wetenschappelijk beeld van de wereld. Sellars was wellicht de eerste die elementen van het Amerikaans pragmatisme combineerde met elementen uit de analytische filosofie en het logisch positivisme. In zijn werk vindt men ook een sterk verwantschap met het traditioneel Duitse transcendentaal idealisme, voornamelijk in zijn werk Science and Metaphysics: Kantian Variations (1968).
Robert Brandom, Sellars' jongere collega in Pittsburgh, noemt Sellars samen met Willard Van Orman Quine de belangrijkste filosofen van hun generatie. Sellars' poging om een systematische filosofie uit te werken die zowel de alledaagse als de wetenschappelijke kijk op de werkelijkheid trachtte te verenigen, kan beschouwd worden als de grondlegging van wat men soms de "Pittsburghse School" noemt, met onder anderen Robert Brandom, John McDowell en John Haugeland als leden.
De verdere invloed van Sellars strekt zich uit over verscheidene gebieden in de hedendaagse Anglo-Amerikaanse wijsbegeerte, van neopragmatisme (met Richard Rorty) en eliminatief materialisme (met Paul Churchland) tot rationalisme (met Laurence BonJour).

## Biografie
Sellars werd geboren op 20 mei 1912 in Ann Arbor, Michigan. Zijn vader was de Amerikaans-Canadese filosoof Roy Wood Sellars, een vooraanstaand filosofisch naturalist in de eerste helft van de twintigste eeuw. Op negenjarige leeftijd verbleef Sellars voor een jaar met zijn familie in New England, een zomer in Oxford en het volgende jaar in Parijs. Later keerde hij terug naar Ann Arbor, waar hij zijn middelbare school afmaakte. Hier ontwikkelde hij een diepe interesse in de wiskunde. Hierop keerde hij nogmaals naar Parijs terug, waar hij werd ingewijd in de filosofie en waar er een sterk marxistische sfeer hing. Zo begon hij oorspronkelijk zijn carrière als Frans marxist, met Boris Souvarine en Leon Trotski als grote inspiratiebronnen. Als zijn vader echter die zomer ook naar Parijs afzakt, en met zijn zoon over filosofie begint te discussiëren, liet Wilfrid het continentale aspect meer en meer achter zich, en de invloed van zijn vaders filosofie kwam ervoor in de plaats. Ook verbleef hij rond die tijd een periode in München, waar hij zijn Duits bijschaafde.
Vervolgens vloog hij weer over naar de Verenigde Staten, waar hij zijn studie filosofie verderzette. Daar kwam hij onder andere in contact met het werk van G. E. Moore en de logica van Bertrand Russell en Alfred North Whitehead, en in het verlengde daarvan C.I. Lewis. Tijdens de Grote Depressie was Sellars ook betrokken met de linkse hoek in Amerika, en was verbonden met de socialist Norman Thomas. Zijn Master legde hij af aan de universiteit van Buffalo in New York, waar hij vooral het werk van Edmund Husserl en Immanuel Kant bestudeerde.
Hij zet zijn studie dan weer verder aan de universiteit van Oxford, waar hij zijn dissertatie schrijf over Kant. Daar ontmoet hij ook zijn eerste vrouw, de Engelse literatuurstudente Mary Sharp, waar hij in 1938 mee trouwde. Pas getrouwd, werd Sellars een baan aangeboden aan de Iowa State University bij Herbert Feigl. Daar hield hij zich vooral bezig met de geschiedsfilosofie. Tijdens de Tweede Wereldoorlog moet hij zijn carrière onderbreken, en diende bij de Amerikaanse marine van 1943 tot 1946. Na de oorlog, spande hij zichzelf in om te publiceren en spendeerde talloze uren aan pogingen om zijn gedachten op papier te zetten, iets dat uiteindelijk zou resulteren in Realism and the New Way of Words (1948).
In 1946 verhuisde Sellars naar de universiteit van Minnesota, waar Feigl ondertussen ook verbleef. Samen publiceerden zij verschillende teksten in Philosophical Analysis (1949) en richtten ze Philosophical Studies op, een toonaangevend tijdschrift in de analytische filosofie. Met zijn collega John Hospers, publiceerde Sellars Ethical Theory (1952). Sellars bleef in Minnesota tot 1959.
In de jaren vijftig legde Sellars de fundamenten voor zijn systematische benadering van de filosofie in essays als Some Reflections on Language Games (1951, uitgebreid in 1963) en Empiricism and the Philosophy of Mind (1956). In 1959 verhuisde hij weer naar de Yale-universiteit, waar hij al snel door de interne politiek vertrok richting de universiteit van Pittsburgh. Daar bleef hij tot zijn dood in 1989, hoewel hij tijdens die periode wel verscheidene andere universiteiten bezocht waar hij lezingen gaf. Hij werd in 1970 verkozen tot president van de (oostelijke divisie) van de American Philosophical Association. Uiteindelijk stierf hij op 2 juli 1989.
Zijn werk werd tegen het einde van zijn leven steeds invloedrijker, onder andere door het onder de aandacht brengen ervan door filosofen als Richard Rorty, Robert Brandom en John McDowell.

## Filosofie
Sellars is vooral bekend als criticus van de zogenaamde foundationalistische epistemologie. Het uiteindelijke doel van zijn filosofisch oeuvre kan algemeen omschreven worden als een poging om meer intuïtieve manieren om de wereld te beschrijven (zowel gezond verstand als traditionele filosofie) te verzoenen met een strikt wetenschappelijke, naturalistische benadering. In zijn essay Philosophy and the Scientific Image of Man (1963) beschrijft hij de taak van de filosofie als volgt:
The aim of philosophy, abstractly formulated, is to understand how things in the broadest possible sense of the term hang together in the broadest possible sense of the term. Under 'things in the broadest possible sense' I include such radically different items as not only 'cabbages and kings', but numbers and duties, possibilities and finger snaps, aesthetic experience and death. To achieve success in philosophy would be, to use a contemporary turn of phrase, to 'know one's way around' with respect to all these things, not in that unreflective way in which the centipede of the story knew its way around before it faced the question, 'how do I walk?', but in that reflective way which means that no intellectual holds are barred.
Filosofie is voor Sellars een praktische bezigheid, het is "je weg weten te vinden" en dus een vorm van "weten hoe" (knowing how). Filosofie onderscheidt zich van andere vakgebieden doordat het geen specifiek onderzoeksobject heeft. Het is daarentegen reflectief, in de twee betekenissen van de term: enerzijds omdat het een kennisvorm van de tweede orde is (zij reflecteert over de andere kennisgebieden) en anderzijds ook omdat zij zelf kritisch en reflectief tot stand moet komen.
Kenmerkend voor de geschriften van Sellars is het ogenschijnlijk ontbreken van een heldere en uitgelijnde argumentatie, i.e. geen duidelijke lijst van argumenten voor een thesis en tegenargumenten tegen de alternatieven. Daarentegen poogt Sellars, in de lijn van een soort fenomenologie, de lezer aan te zetten om het probleem op een bepaalde manier te bekijken. Hij tracht ons te overtuigen van de vruchtbaarheid van een bepaald model. Willem deVries beschrijft Sellars verantwoording hiervoor als volgt:
[...] at the highest level in philosophy there is no argument; one paints the best, most coherent picture one can of how things hang together and hopes that its power to illuminate, to help us know our way around, answers our questions and needs, and withstands the tests of time, experience and reflective scrutiny.
Verder typeerde Sellars zijn eigen positie ook als een vorm van naturalisme, zich bewust van de ambiguïteit van die term. Dit naturalisme zat immers in de familie, dat blijkt bijvoorbeeld uit het boek van Sellars' vader: Evolutionary Naturalism (1922). Sellars zag zichzelf als naturalist omdat hij vond dat er een nieuw soort niet-reductionistisch materialisme nodig was. Sellars distantieerde zich dan ook van de standpunten die in zijn tijd met het materialisme werden geassocieerd. Het naturalisme wat Sellars aanhangt, stelt dat alles wat bestaat een element is van de "spatiotemporele causale nexus", i.e. het moet in tijd en ruimte gelokaliseerd zijn en het moet ingeschakeld zijn in de oorzakelijke ketens. Wat hij daarmee verwerpt zijn zaken die op iets bovennatuurlijks of metafysisch gefundeerd zijn, zoals op God, de ziel of vorm.
Samen met dit naturalisme heeft hij ook een sterk realisme geërfd van zijn vader. Ook deze term is niet eenduidig, maar het wordt hier bedoeld in zijn epistemologische betekenis. Voornamelijk kwam dit op de afwijzing neer van alle soort niet-natuurlijke inmengingen in het kennisverwervingsproces. Hiermee samenhangend zag hij zichzelf ook als een nominalist. Deze standpunten worden alle drie sterk uitgewerkt in Naturalism and Ontology (1980).
Sellars wordt traditioneel een radicaal epistemologisch standpunt toegeschreven (als anti-empirist en anti-foundationalist), maar dit komt voornamelijk door het contrast met de epistemologie van zijn tijdgenoten. In feite kan men Sellars' filosofie het best beschrijven als een "centralistische" filosofie: hij zocht steeds de middenweg op om zo de waardevolle ideeën van beide kanten te bewaren.

### Taalfilosofie

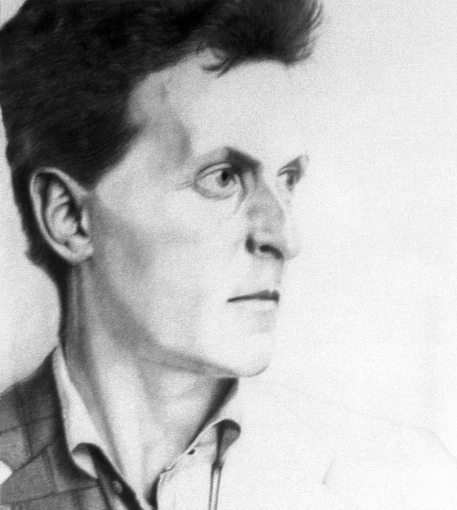
Ludwig Wittgenstein

Sellars' onderzoek naar het begrip van "betekenis" staat centraal in zijn filosofie, niet omwille van zichzelf, maar omdat het methodologisch nuttig is voor de metafysica en kenleer. Sellars is van mening dat taal onvermijdelijk verbonden is met het menselijke leven en handelen. Men kan taal niet correct begrijpen onafhankelijk van de "form of life" (Wittgenstein). Hoewel hij, in navolging van J. L. Austin en de latere Wittgenstein, veel belang hecht aan het alledaags taalgebruik, is hij van mening dat de gewone taal die wij gebruiken nog niet volledig in orde is. Hiermee wil hij niet zeggen dat we de taal moeten vervangen, maar net de onderliggende structuren blootleggen om zo filosofische problemen op te lossen. Sellars is van mening dat vele van onze filosofische problemen voortkomen uit onze taal die onder druk wordt gezet door ontdekkingen die wij doen in de wereld (via de wetenschap). Zo is het lichaam-geestprobleem een probleem dat voortkomt uit de confrontatie tussen enerzijds onze mentale en anderzijds onze fysicalistische taal die we erover hebben ontwikkeld.
Sellars' onderzoek naar taal splitst zich op in twee gebieden: enerzijds een onderzoek naar de structuren van een taal, opgevat als formeel systeem dat regelgebonden is. Anderzijds het onderzoek naar hoe dat systeem empirisch wordt gerealiseerd in talig gedrag. In dit verband wilde Sellars de taalfilosofie tot een nieuwe fase brengen: waar het zich eerst had gefocust op de syntaxis, en daarna - door toedoen van Rudolf Carnap en Alfred Tarski - zich toelegde op de semantiek, moest het zich nu gaan concentreren op de pragmatiek, i.e. de relatie tussen taal en de spreker van de taal.
Sellars is daarnaast van mening - voortbouwend op Carnaps taalfilosofie - dat traditionele semantische termen als "betekenen", "staan voor" en "refereren aan" metalinguïstische uitspraken zijn die uitspraken in de objecttaal ordenen, rekening houdend met hun functionele rol. Denken dat "refereren aan iets" wil zeggen dat het werkelijk refereert aan iets buiten in de wereld, is volgens Sellars een klassieke fout die enkel tot verwarring leidt. Beschouw de volgende uitspraak:
 Venedig (in het Duits) refereert aan Venetië
Sellars stelt dat Venedig hier niet refereert aan het echte stadje Venetië, maar dat men deze laatste uitspraak moet begrijpen als een meta-uitspraak over de taal zelf. Venedig verwijst naar het concept 'Venetië'. Deze benadering van taal heeft een groot voordeel: de semantische theorie op zichzelf maakt geen enkele ontologische claims, behalve van de talige uitspraken waarover het spreekt (In ons voorbeeld is dit Venetië). Uit dit standpunt van Sellars volgt niet dat hij de relatie tussen taal en wereld volledig doorknipt. Hij betoogt enkel dat men niet kan spreken van de referent van een term, enkel van particuliere, concrete referenten.
De filosoof Robert Brandom zal in zijn werk Making it Explicit (1994) op Sellars' taalfilosofie verder bouwen.

### Empiricism and the Philosophy of Mind
Sellars heeft verscheidene werken over epistemologie geschreven, maar de voornaamste werken hierover zijn The Structure of Knowledge en een serie van essays die een antwoord waren op Roderick Firths Coherence, Certainty, and Epistemic Priority, zoals Givenness and Explanatory Coherence (1973), More on Givenness and Explanatory Coherence (1979) en de Carus Lectures van 1977, gepubliceerd als Foundations for a Metaphysics of Pure Process (1981). Sellars' bekendste werk is echter de paper Empiricism and the Philosophy of Mind. Hierin bekritiseert hij elke theorie die een bepaalde principe of object aanwijst dat als actief fundament kan dienen voor alle verdere kennis. Hij noemt dit The Myth of the Given. Hij beschrijft deze mythe van het gegevene als volgt:
"If a person is directly aware of an item which has categorial status C, then the person is aware of it as having categorial status C. This principle is, perhaps, the most basic form of what I have castigated as "The Myth of the Given." [...] To reject the Myth of the Given is to reject the idea that the categorial structure of the world - if it has a categorial structure - imposes itself on the mind as a seal imposes itself on melted wax."
Sellars betoogt dat de centrale notie in de epistemologie van zijn tijd, de idee was dat er iets (zeker) "gegeven" (given) was. Men gaat er altijd van uit dat er een zekere basis van empirische kennis gegeven is (of moet gegeven zijn) waarop de rest van de menselijke kennis is gefundeerd. De verdere stellinginname in de epistemologie gaat dan nog over de vraag wat er precies gegeven is. Men moet dit "gegeven zijn" verstaan als een beschrijving van het feit dat er ergens een niveau is waar kennis een resultaat is van een directe, onmiddellijke ontmoeting met haar object, en dus dat die kennis van dit object van niets anders afhangt dan deze "primitieve" ontmoeting. Een belangrijk kenmerk van deze gegevenheid is dus haar onmiddellijkheid. Sellars heeft in principe hier nog geen problemen mee, en is het zelfs eens dat empirische kennis pas mogelijk is als er een soort van onmiddellijke en niet-afgeleide basis van kennis bestaat. Hij stelt echter dat dit traditionele idee van de gegevenheid uit meer bestaat dan deze onmiddellijkheid. Er zijn nog twee andere kenmerken:
1. De gegevenheid (the given) is epistemologisch onafhankelijk van het epistemologisch statuut van andere cognitieve toestanden.
2. De gegevenheid is epistemologisch "werkzaam" (efficacious), i.e. men kan op basis van deze gegevenheid het epistemologisch statuut van andere feiten verzekeren.

Sellars betoogt in zijn essay net dat de beschikbare opvattingen van deze gegevenheid allen falen om aan deze twee voorwaarden te voldoen.

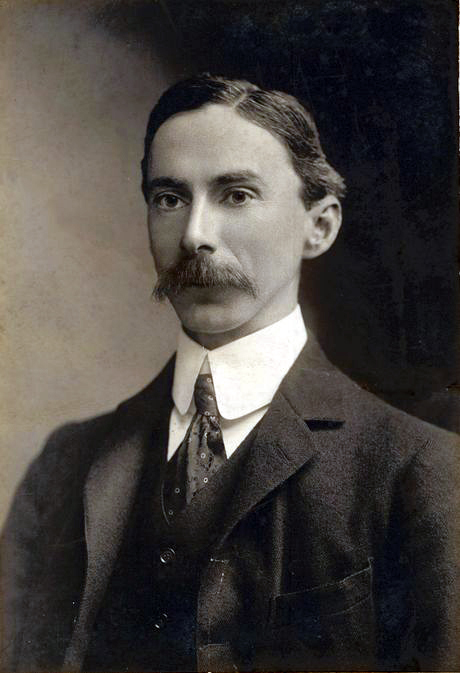
Bertrand Russell in 1907

Een positie die Sellars in dit werk aanvalt, is die van de sense-data als gegevenheid. Hij stelt in het eerste deel van zijn essay dat sense-data nooit de rol van deze eerste gegevenheid kan spelen, omdat het op verscheidene vlakken er ongeschikt voor is. Een voorbeeld van dit standpunt is Bertrand Russell en zijn notie van knowledge by acquaintance. Volgens Sellars veronderstelt kennis van het particuliere echter altijd al een vorm van kennis van het meer algemene of zelfs knowhow. Als Jan Tom kent, dan heeft Jan ook de vaardigheid om Tom te herkennen mocht hij hem tegenkomen. Als Jan een stad als Amsterdam kent, dan weet hij ook hoe hij er zijn weg moet vinden. Dit vormt een probleem voor zij die uitgaan van sense-data als fundament: de kennis (door vertrouwdheid) van bijvoorbeeld "Brussel" is wat Sellars noemt "steriel qua afleiding" (infertentially sterile), dit wil zeggen dat men er niets kan vanuit afleiden. Met enkel de kennis van wat particuliere feiten kan men nooit tot een bruikbare (efficacious) fundering van kennis komen.
Een andere positie is een die de gegevenheid stelt in vorm van feiten als "A lijkt B voor C". Het gaat hier dus om de stelling dat het direct gegeven is hoe een object lijkt te zijn, los van hoe het object werkelijk is. Belangrijk hierbij is dus de stelling dat we kunnen weten hoe dingen lijken te zijn, los van de kennis hoe ze werkelijk zijn. Sellars stelt dat dit echter niet mogelijk is, hij schrijft:
For if the ability to recognize that x looks green presupposes the concept of being green, and if this in turn involves knowing in what circumstances to view an object to ascertain its colour, then, since one can scarcely determine what the circumstances are witout noticing that certain objects have certain perceptible characteristics - including colours - it would seem that one could not form the concept of being green, and, by parity of reasoning, of the other colours, unless he already had them.
Wil men adequaat kunnen vaststellen dat iets groen is, en zo vaststellen dat iets groen lijkt, moet men al vertrouwd zijn met andere elementen. Voorbeelden hiervan zijn het feit dat men al moet weten wat een "kleur" is en men moet deze kunnen destilleren van mijn omgeving. Men moet daarnaast eigenlijk al vertrouwd zijn met andere kleuren als rood, geel, blauw, ... om groen daarvan te onderscheiden. Als laatste is het ook nodig gevoelig te zijn voor mogelijke verstoringen in de waarneming door toedoen van dingen als een zonnebril of hallucinaties. Deze opvatting komt dicht in de buurt van een semantisch holisme en een coherentietheorie omtrent kennis.

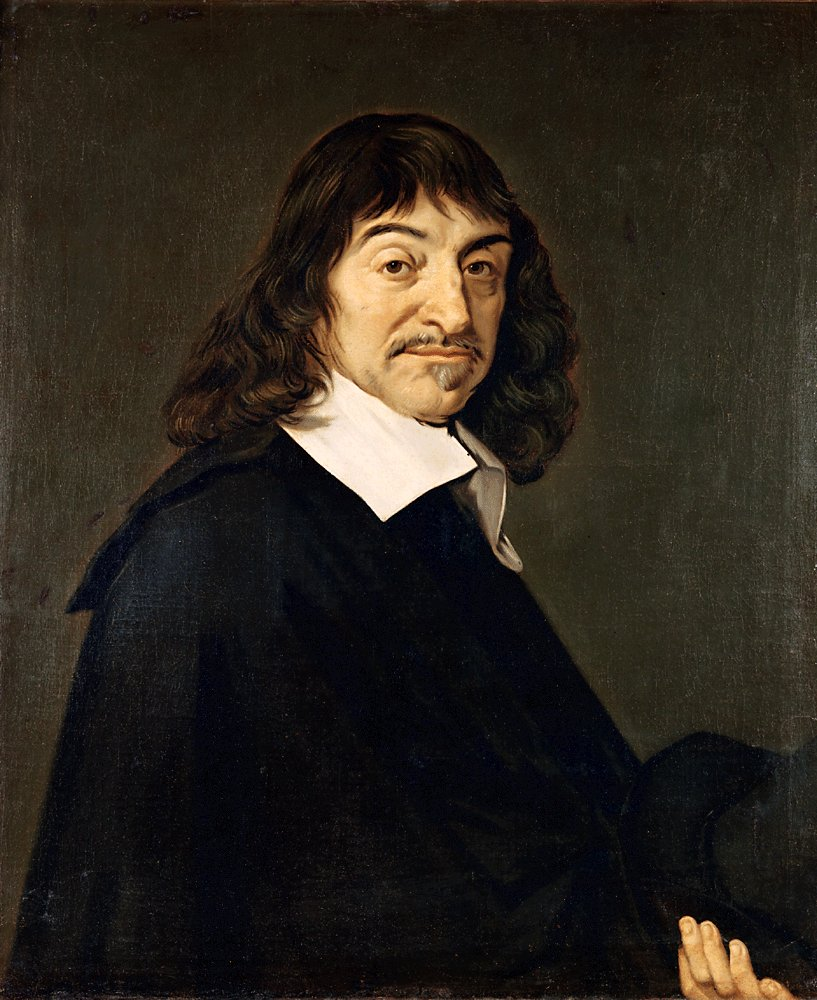
René Descartes

Het tweede deel van het werk fixeert verscheidene theorieën tegelijkertijd, zo ook C.I. Lewis' kantiaans pragmatisme en Rudolf Carnaps positivisme. Sellars stelt dat de fout die bij al deze theorieën over de geest aanwezig is, de naïeve overname van de filosofie van René Descartes is. Sellars tracht echter een alternatief voor Descartes te bieden: zo ontkent hij dat we onze eigen mentale toestanden het beste kennen (alsof ze "gegeven" zijn) en dat men het mentale het best in de wereld kan beschrijven als men het ziet als een ander soort substantie. Zelf verdedigde hij de mogelijkheid van wereldbeeld, trouw aan zijn naturalisme, nominalisme en realisme, maar ook met respect voor het dagelijks gebruik van termen als geest, denken en intentie. Met deze doelstelling komt hij dicht in de buurt van het behaviorisme en ook het filosofisch behaviorisme, dat aan het begin van de twintigste eeuw dominant was. Behavioristen zagen psychologie als de "studie van het gedrag", dit is het methodologisch behaviourisme: men moet gedrag als bewijs en onderzoeksobject zien, omdat dat het enige is wat intersubjectief aanwezig is. Het filosofisch behaviorisme bestond echter meer uit de stelling dat psychologische of mentale uitspraken kunnen geanalyseerd worden als complexe zinnen over ons actueel en mogelijk gedrag. Sellars gaat vooral van het eerste uit, en heeft problemen met het filosofisch behaviorisme. Zo zou deze laatste analyse een reductie inhouden - en dus verlies - van onze alledaagse termen. Daarnaast is hij ook van mening dat het net eigen is aan een wetenschap dat het de mogelijkheid heeft om onwaarneembare dingen te postuleren om fenomenen te verklaren (zie onder), iets wat het filosofisch behaviorisme zichzelf ontzegt.
Hij presenteert zijn alternatief aan de hand van een verhaal, een mythe, namelijk The Myth of Jones. Hij spreekt hier over een fictieve stam, de Ryleans. Deze stam heeft een objecttaal die in staat is om gedachten, rationeel handelen en zelf subjectieve ervaring te beschrijven en te verklaren zonder dat ze een begrip hebben van hun eigen innerlijke mentale toestanden. Ze bezitten met andere woorden geen psychologische concepten zoals 'overtuiging', 'verlangen' en 'verwachting'. Het enige wat deze stam nodig heeft om er toch over te kunnen spreken en het te begrijpen is enerzijds semantische concepten die toepasbaar zijn op hun eigen taal(gebruik), en anderzijds de mogelijkheid om te "theoretiseren", i.e. dingen kunnen verklaren aan de hand van het postuleren van onwaarneembare zaken. Dit wordt verwezenlijkt door de persoon "Jones" die een theorie construeert, waarbij hij een nieuwe inzicht in het innerlijke domein van de mens uiteenzet, bestaande uit twee soorten innerlijke toestanden die gepostuleerd worden. Deze zijn respectievelijk
1. "gedachten" (thoughts): dit wordt toegeschreven aan eigenschappen die zijn gebaseerd op de eigenschappen van taalhandelingen (speech acts). Deze soort bezit betekenis en waarheidswaarde.
2. "zintuiglijke indrukken" (sense impression): deze worden toegeschreven aan eigenschappen, gemodelleerd naar de waarneembare eigenschappen van fysische objecten.

Eens Jones deze theorie aan de andere leden van de stam heeft onderwezen, en ze er allen in slagen het correct te gebruiken, is het mogelijk om dit toe te passen en ook zichzelf ermee te beschrijven. Leden van de stam moeten niet meer hun eigen gedrag bestuderen om te weten wat er in hun omgaan, maar kan het doen via deze nieuwe theorie omtrent 'innerlijke toestanden'. Aldus ontstaan zo de noties van "geprivilegieerde toegang" (privileged access) en privacy.  Deze parabel toont aan dat er een alternatief is voor de klassieke cartesiaanse opvatting van het mentale, en Sellars probeert zo aan te tonen dat er niet alleen problemen zijn met de notie van "gegevenheid", maar ook dat er een alternatief mogelijk is. Een vraag die wel nog rest is hoe deze opvatting ons voorbij het klassiek en problematisch behaviorisme brengt. Merk wel op dat deze theorie weliswaar trouw blijft aan het methodologisch behaviorisme, maar het logisch behaviorisme voorbij gaat doordat Sellars stelt dat deze nieuwe theorie van Jones, en dus de uitspraken over het innerlijke, niet reduceerbaar zijn tot louter uitspraken over het gedrag.
Deze kritiek op de gegevenheid heeft een invloed gehad op het verdere verloop van de filosofie, zo speelt het bijvoorbeeld een fundamentele rol in de filosofie van Richard Rorty. Rorty verlaat dan ook het geloof in een onbetwijfelbare fundering van kennis, voor een meer hermeneutisch-pragmatisch standpunt: er zijn (in navolging van Wittgenstein) verschillende taalspelen met elk intern hun zekere kennis, maar erbuiten niet. In het eerste hoofdstuk neigt hij ook naar een vorm van eliminatief materialisme, geïnspireerd op Sellars, dat een soort directe toegang tot ons eigen innerlijk ontkent.

### Philosophy and the Scientific Image of Man
In zijn werk Philosophy and the Scientific Image of Man, maakt Sellars het onderscheid tussen enerzijds het manifeste wereldbeeld (manifest image) en anderzijds het wetenschappelijk wereldbeeld (scientific image). Hij beschrijft dit onderscheid als volgt:
 For the philosopher is confronted not by one complex many dimensional picture, the unity of which, such as it is, he must come to appreciate; but by two pictures of essentially the same order of complexity, each of which purports to be a complete picture of man-in-the-world, and which, after separate scrutiny, he must fuse into one vision. Let me refer to these two perspectives, respectively, as the manifest and the scientific images of man-in-the-world.
Belangrijk hierbij is dat beide ideaaltypes zijn, i.e. ideale typologieën of constructies die dienen om een beter inzicht te krijgen in een veel complexere realiteit. Het manifeste wereldbeeld bevat intenties, gedachten en voorstellingen. Het gaat hier om het wereldbeeld zoals mensen het doorheen de dag beleven: een wereld waarin personen rondlopen die handelingen stellen met bepaalde bedoelingen. Voor Sellars is de basiscategorie van deze wereld dan ook dat van een 'persoon'. Hij laat daarnaast toe dat het manifeste wereldbeeld verfijnd kan worden via het principe van correlational induction. Dit laatste onderscheidt het manifeste wereldbeeld ook van het oorspronkelijk wereldbeeld (original image). Men moet immers het manifeste wereldbeeld niet als een naïef, voorkritisch wereldbeeld zien, maar als één waar al een sterke rationaliteit in zit. Het manifeste wereldbeeld heeft immers millennia van reflectie en ervaring achter zich, waardoor het is verfijnd, zowel op empirisch als categoriaal vlak.
Het wetenschappelijke wereldbeeld beschrijft daarentegen de wereld in termen van de theoretische fysische wetenschappen. Het kenmerk bij uitstek, dat het onderscheidt van het manifeste wereldbeeld, is dat het onzichtbare fysische entiteiten postuleert (zoals atomen) om de wereld rondom ons te verklaren. Wat het basisconcept van het wetenschappelijke wereldbeeld is, is niet duidelijk. Althans zijn het geen personen, want in het wetenschappelijk wereldbeeld worden personen immers opgevat als complexe verzamelingen van meer basiselementen (zoals moleculen en atomen).
De twee wereldbeelden kunnen in sommige gevallen complementair zijn en in andere gevallen net conflicterend. Een voorbeeld daarvan is dat in het manifeste wereldbeeld praktische en morele normen te vinden zijn, terwijl deze net niet lijken voor te komen - en zelfs ondermijnd worden - in het wetenschappelijke beeld. Een ander conflict is bijvoorbeeld de beschrijving van een simpel voorwerp als een tafel. Het manifeste beeld stelt dat het een solide blok hout is, met bepaalde kleuren, terwijl het wetenschappelijke net stelt dat het grotendeels uit de lege ruimte tussen de atomen bestaat (zonder enige kleur). Sellars stelt dan ook verscheiden oplossingen voor in de gevallen dat de beide beelden zich over hetzelfde uitlaten; er zijn drie mogelijkheden:
1. Manifeste objecten zijn gelijk aan systemen van onzichtbare dingen op de wijze dat ook een bos gelijk is met een verzameling bomen.
2. Manifeste objecten zijn de echte objecten; het wetenschappelijke wereldbeeld is louter een symbolische representatie ervan.
3. Manifeste objecten zijn valse objecten; het wetenschappelijke wereldbeeld met atomen en dergelijke is de echte wereld.

De eerste mogelijkheid lijkt een plausibele mogelijkheid. Zelfs het feit dat het manifeste object eigenschappen heeft die de wetenschappelijke versie niet heeft, lijkt geen probleem te zijn. Een ladder bestaat inderdaad uit deeltjes hout, die zelf niet de eigenschap hebben een ladder te zijn. Sellars bespreekt echter het problematische geval van een "roos ijsblokje" (pink ice cube). De kleur "roos" lijkt immers niet op deze zelfde manier analyseerbaar: roos bestaat niet uit een reeks kleinere analyseerbare elementen. Deze kleur komt naar boven in het manifeste beeld, als een geheel: het roze ijsblokje is helemaal roze. Hieruit lijkt dan de conclusie te volgen dat deze kleur niets "echt" is, maar louter iets wat voor ons mensen zo lijkt. Dat brengt ons dus bij oplossing (3). Er zijn echter volgens Sellars verscheidene tegenwerpingen hier tegen, die hij behandelt:
1. Het lijkt - vanuit het manifeste wereldbeeld - absurd om alle objecten rondom ons af te doen als loutere illusies, waar hij werkelijk zwermen atomen zijn. Hier verwijst Sellars naar de Britse filosoof G. E. Moore, die dit soort scepticisme zwaar veroordeelde: Moore weigerde te twijfelen aan het feit of er hier stoelen of tafels bestaan, omdat hij ervan overtuigd was dat we een soort "natuurlijke zekerheid" hadden dat die stoel en tafel echt bestaan. Sellars ziet dit niet als een weerlegging van (3). Hij stelt immers dat het hier niet gaat om een ontkenning van een feit waarvan iedereen denkt dat het waar is. Nee, Sellars schrijft: "It is not the denial of a belief within a framework, but a challenge to the framework."[17] Dit intuïtief protest van Moore stelt ons dus niet voor een probleem, vanwege het simpele feit dat die redenering opereert binnen het manifeste wereldbeeld, en het dus niet kan legitimeren. Ze veronderstelt net, wil zij waar zijn, het manifeste wereldbeeld.[18]
2. Men kan ook het manifeste wereldbeeld legitimeren door te wijzen op zijn succes. Het slaagt er succesvol in om gedrag te voorspellen en ons door het leven te leiden, aldus moeten de dingen waarover het spreekt toch waar zijn. Sellars erkent dat dit een verleidelijk argument is. Hij stelt echter dat men er kan tegen in brengen dat ook het wetenschappelijke beeld verantwoording kan afleggen tegenover deze begrippen, en het tegelijkertijd nog verder kan verbeteren. Dit komt sterk overeen met de latere discussie rond de volkspsychologie en het eliminatief materialisme dat op Sellars geïnspireerd lijkt. Een filosoof als Thomas Nagel zal tegen deze repliek van Sellars inbrengen dat het wetenschappelijke beeld net geen verantwoording kan afleggen voor al het manifeste. Ze sluit , wat Nagel noemt, het "subjectieve karakter van de ervaring" uit.[19]
3. Een derde verwijt is dat men wijst op het feit dat er ook antinomieën zitten in het wetenschappelijke beeld, bijvoorbeeld op vlak van ruimte en tijd (door de relativiteitstheorie): dingen kunnen op twee plaatsen of tijdstippen tegelijk gebeuren. Sellars vermeldt de traditionele tegenwerping tegen dit argument - namelijk dat doordat we weten dat die er zijn, zijn ze eigenlijk niet inconsistent - maar stelt dat deze tegenwerping niet nodig is. Sellars stelt vast dat het hier net als bij (1) om een interne tegenwerping gaat, binnen het wetenschappelijke beeld. Ze toont geen extern standpunt van waaruit we kunnen oordelen dat het manifeste beeld beter is.

Sellars' kritiek op het manifeste wereldbeeld bevindt zich dus ook niet op vlak van interne problemen (wat volgens Sellars enkel leidt tot scepticisme zoals bij David Hume), maar hij benadert dit probleem vanuit de confrontatie tussen het manifeste wereldbeeld, en een ogenschijnlijk betere tegenkandidaat.

#### Sellars en qualia
De vraag is nu wat Sellars doet met de elementen van het manifeste wereldbeeld. Zoals eerder vermeld, onderscheidt Sellars enerzijds gedachten en anderzijds zintuiglijke indrukken. Hoe past "de overtuiging dat het vandaag maandag is" en de "roodheid" van een roos in het wetenschappelijk wereldbeeld? Gedachten vallen volgens Sellars eenvoudig functioneel te begrijpen. Zintuiglijke indrukken echter stellen Sellars voor een probleem: het lijkt iets intrinsieks (en manifest) te bevatten dat buiten de functionele rol valt. In zijn vroege werken behandelt hij dit probleem niet echt uitvoerig, en is hij er niet altijd even duidelijk over.

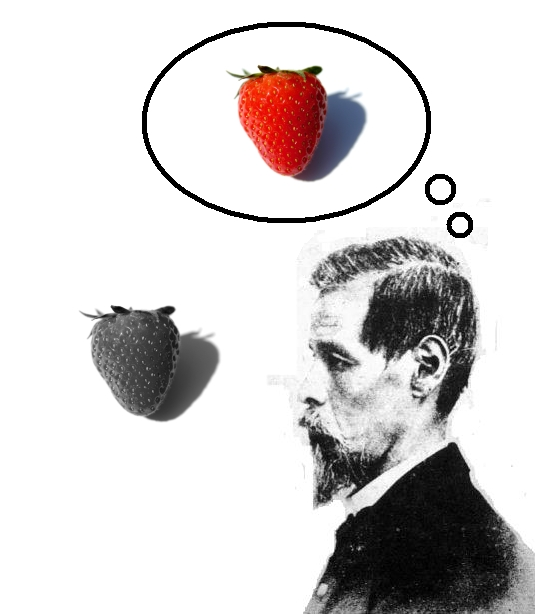
Een probleem waar Sellars mee geconfronteerd is, is het probleem van qualia: in dit voorbeeld gaat het om de quale van de roodheid van een aardbei.

Sellars stelt bijvoorbeeld in Empiricism and the Philosophy of Mind dat zintuiglijke indrukken niet louter uit qualia bestaat, maar dat de ‘indruk van een rode driehoek’, functioneel kan geanalyseerd worden in de vorm van ‘een entiteit van die soort dat zij veroorzaakt wordt door het kijken naar een rood en een driehoekig fysisch object onder bepaalde omstandigheden.' Daarnaast wijst Sellars er ook op dat kleurimpressies en dergelijke nooit moeten opgevat worden als dingen met eigenschappen op zich. Kleuren behoren altijd toe aan een object (de driehoek is het die rood is) en dus de eigenschappen die men zogenaamd aan een aparte kleursensatie zou toeschrijven, komen eigenlijk aan het object zelf toe. Doch hij waarschuwt wel dat we niet de kleurimpressies moeten gelijkstellen met neurofysiologische processen.
Sellars laat zich dus ambigu uit over waar kleuren (en breder qualia) te plaatsen. Hij weet zich nog te redden met kleuren, maar bij een moeilijker begrip als pijn komt hij in de problemen: pijn is geen innerlijke replica van een extern object (zoals de kleur nog wel aan het object buiten kon worden toegeschreven). Sellars tracht toch een oplossing te vinden. Neem nu het voorbeeld van hitte: sommige warme zaken doen ons goed (een warme douche) en andere zaken doen ons pijn (een hete bakplaat). Sellars betoogt dus dat dit ook kan verschillen van persoon tot persoon, en aldus toch een functionele, externe rol kunnen hebben. Hij schrijft:
”[sense impressions can be] primarily and essentially inter-subjective, without being resolvable into overt behavioural symptoms, and that the reporting role of these concepts, their role in introspection, the fact that each of us has a privileged access to his impressions, constitutes a dimension of these concepts which is built on and presupposes their role in intersubjective discourse. It also makes clear why the “privacy” of these episodes is not the “absolute privacy” of the traditional puzzles. For, as in the case of thoughts, the fact that over behavior is evidence for these episodes is built into the very logic of these concepts.”
Het is pas in Philosophy and the Scientific Image of Man dat hij er dieper op ingaat. Hier stelt hij dat een goede analyse van het manifeste beeld van onze zintuiglijkheid nodig is. Sellars stelt vast dat klassieke auteurs zoals René Descartes en John Locke deze manifeste aspecten hebben verplaatst naar de menselijke geest. Dit leidde ook tot het klassiek dualisme: zaken als gedachten en sensaties konden niet in de wetenschappelijke wereld worden geplaatst, dus moesten ze ergens apart gezet worden. Een meer moderne oplossing (hoewel Sellars hier ook Thomas Hobbes in plaatst) is die van reductie: men tracht aan te tonen dat deze ogenschijnlijk manifeste aspecten (zoals denken en voelen) konden geanalyseerd worden in termen van complexe relaties tussen fysische deeltjes, zonder dat daarbij iets van de verklaringskracht van die fenomenen verloren gaat. Deze tweede optie zou volgens Sellars voor Descartes onaanvaardbaar zijn, net vanwege het feit dat zo'n beschrijving nooit op een evenwaardige wijze als het manifeste beeld iets als "conceptueel denken" kon beschrijven en verklaren. Verder weten we wat conceptueel denken is, zonder enige verwijzing naar een neurofysiologische toestand, dus, kan het dat ook niet zijn. Het is verder ook hier dat het probleem van de qualia zich bevindt.
Sellars zal verder in zijn paper argumenteren dat deze problemen met oplossing (3) te overwinnen zijn. Zo zal hij ontkennen dat conceptueel denken verbonden is met een soort kwalitatieve aspecten, maar dat ze net uitermate verbonden zijn met iets als taal. Sellars wijst erop dat het niet toevallig is dat een kind tegelijkertijd leert te denken als hij leert spreken. Daarnaast wijst hij ook nog op de sterke analogie met computersystemen (en verder dus met neurofysiologische toestanden). Met andere woorden interpreteert hij mentale toestanden in de zin van hun functionele rol, en neigt hij zo dus naar het functionalisme.
Hij nuanceert zijn positie hier wel: men kan geen toestanden in het wetenschappelijke beeld beschrijven dat volledig rekenschap aflegt aan het intrinsieke karakter van zintuiglijke toestanden. Het probleem is ook dat iets als kleuren bijvoorbeeld in het manifeste beeld worden gezien als iets ultiem homogeen: een kleur van een voorwerp kan niet verder worden opgedeeld (als een oppervlak roos is, is het in al zijn delen roos), terwijl dit bij neurofysiologische toestanden niet zo lijkt te zijn. Sellars ziet het conflict tussen deze twee beelden dan ook als de vraag hoe we een ultiem homogeen beeld (het manifeste) kunnen combineren met een ultiem versnipperend en heterogeen beeld (het wetenschappelijke).
Belangrijk hierbij is de conclusie van Sellars dat beide beelden niet in conflict hoeven te komen, maar dat ze beide op een adequate manier kunnen en moeten geïntegreerd worden in een nieuw geheel. Sellars zelfs poogt dan ook de beide beelden steeds samen te nemen, hoewel hij wel stelt dat het wetenschappelijk wereldbeeld voorrang krijgt in geval van conflict, tenminste als het gaat om empirische beschrijvingen en verklaringen. De taak van de filosofie ziet hij dan ook als enerzijds het expliciteren van de structurele elementen van het manifeste wereldbeeld en anderzijds de inhoud het nieuwe, opkomende wetenschappelijke wereldbeeld te onderzoeken. Dit laatste houdt zowel het expliciteren van haar elementen in, als haar relaties, consequenties en conflicten met het manifeste wereldbeeld.